# ناخیجوان-نا-دونو

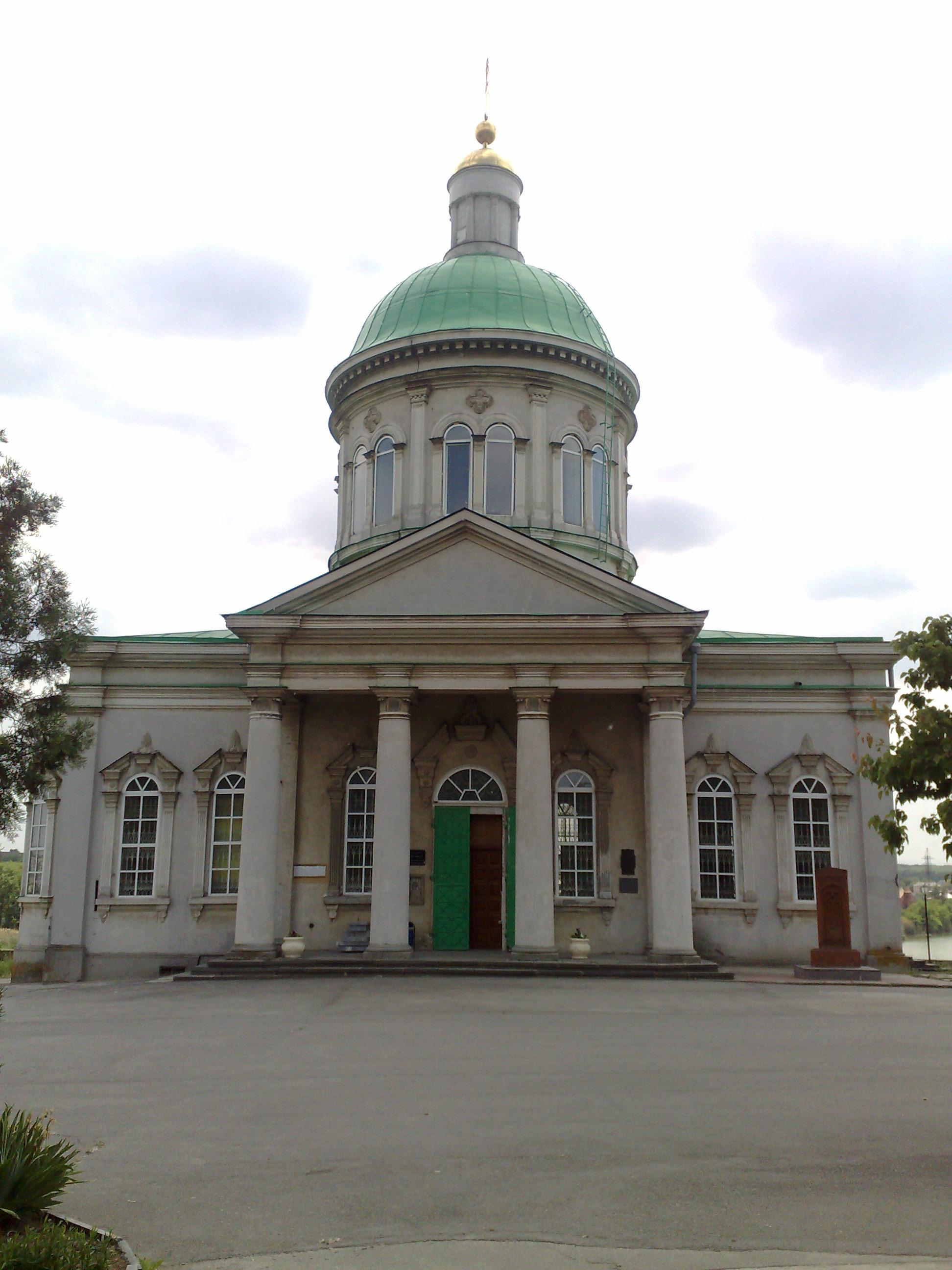
نمایی از کلیسایی در مناطق روستوف-نا-دونو ۲۰۰۹

ناخیجوان-نا-دونو (روسی: Нахичевань-на-Дону) یکی از مناطق روستوف-نا-دونو در جنوب روسیه کنونی است. تا سال ۱۹۲۸، این شهرک جداگانه ارمنی به نام نخجوان نو بود که در سال ۱۷۷۹ توسط ارامنه نقل مکان شده از کریمه تأسیس شد.

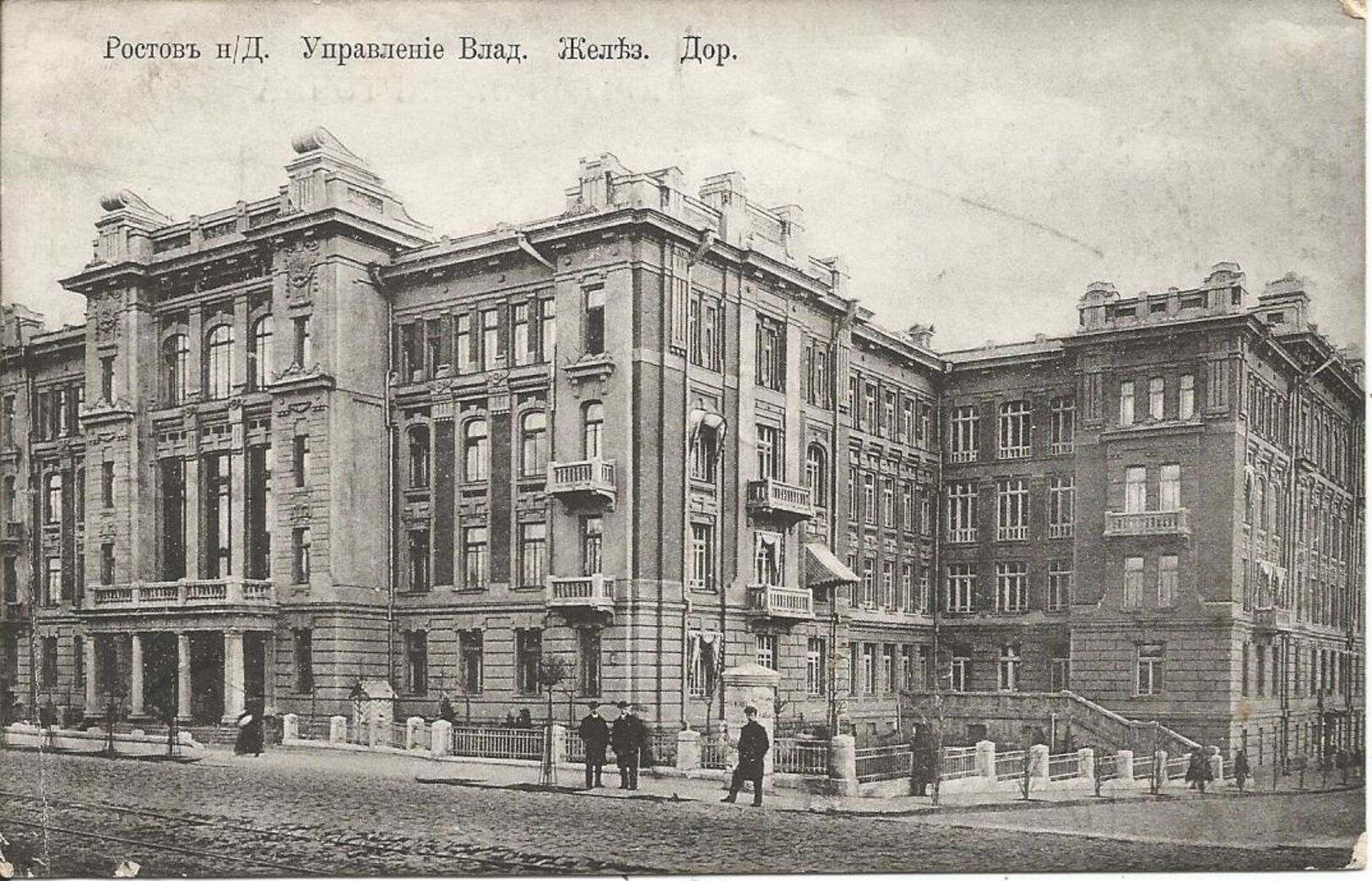
ناخیجوان-نا-دونو. اداره راه‌آهن ولادیکاوکاز، بین ۱۸۹۰ تا ۱۹۱۷